# تونی گارن
آنتونیا "تونی" گارن (تلفظ آلمانی: [ˈto:ni: ˈɡaɐ̯n]; متولد ۷ ژوئیه ۱۹۹۲)  مدل و بازیگر آلمانی است. او در سال ۲۰۰۸ و پس از امضای یک قرارداد ویژه با کالوین کلین، در صنعت مد شناخته شد.

## زندگی شخصی

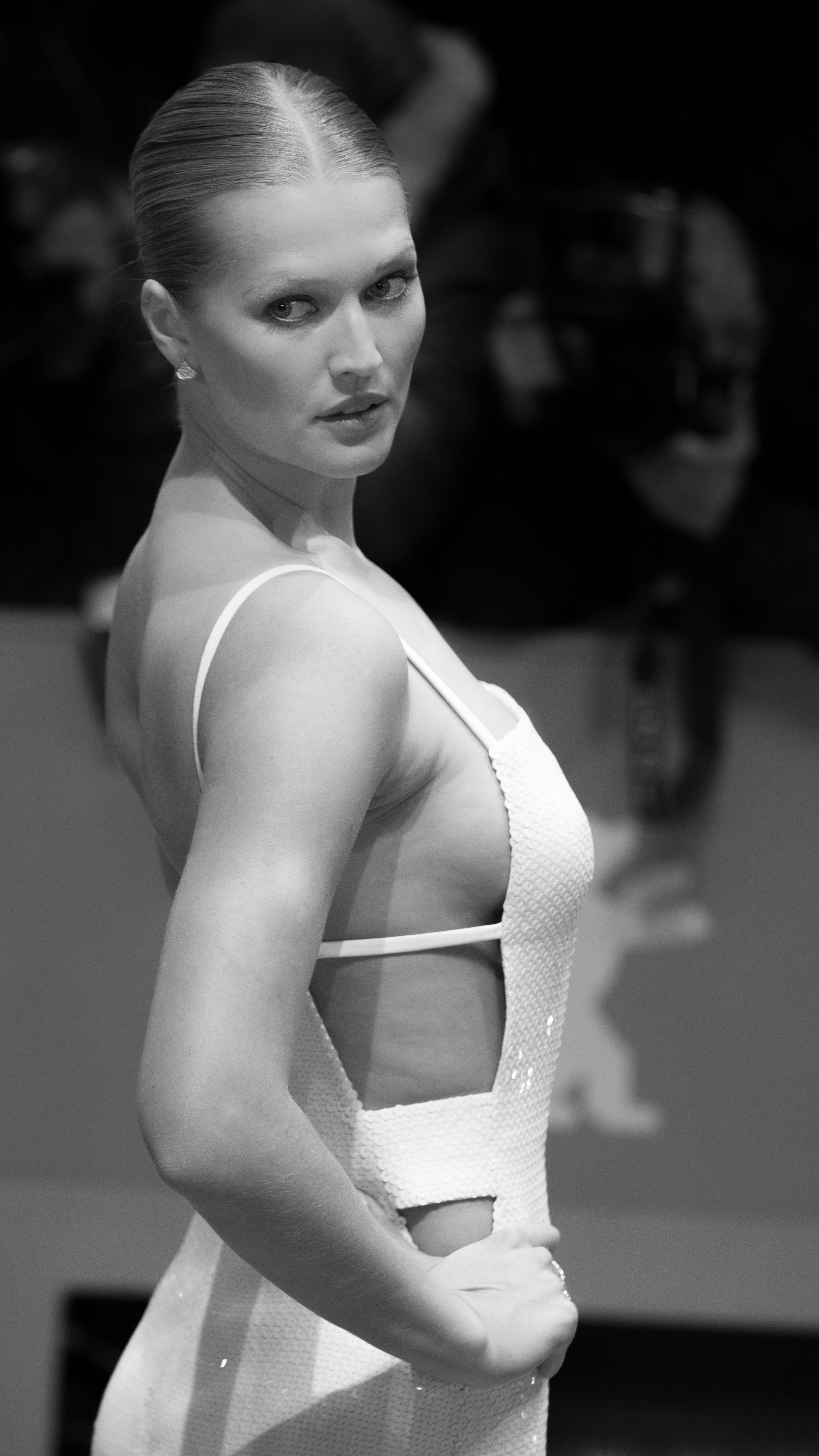
آنتونیا "تونی" گارن

گارن همراه با دوست صمیمیش علی استیونز در آپارتمانی در منطقه اقتصادی منهتن در نیویورک زندگی می‌کند.
او در فوریه سال ۲۰۱۰ برای تمرکز بر روی امتحانات نهایی دبیرستان، در هفته مد حضور نداشت.
گارن از سال ۲۰۱۳ تا ۲۰۱۴ با لئوناردو دی کاپریو رابطه داشت و در روز کریسمس سال ۲۰۱۹ با الکس پتیفر نامزد کرد.